# Karl Wolf (Pädagoge)

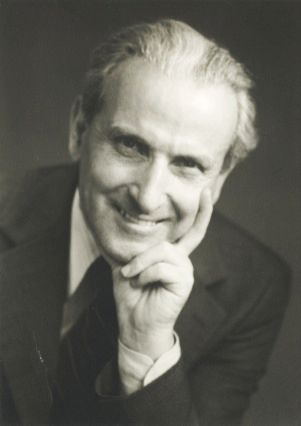
Karl Wolf (1980)

Karl Mathias Josef Wolf (* 7. April 1910 in Leibnitz; † 8. Jänner 1995 in Wien) war ein österreichischer Philosoph, Pädagoge und Hochschullehrer.

## Leben
Karl Wolf wurde am 7. April 1910 als Sohn des k. k. Postoffizianten Constantin Karl Wolf (* 2. August 1878) und dessen Ehefrau Maria (geborene Steiner; * 3. Jänner 1885) in Leibnitz geboren und am 23. April 1910 auf den Namen Karl Mathias Josef getauft. Seine Eltern hatten am 14. Oktober 1907 geheiratet.
Wolf besuchte das bischöfliche Knabenseminar und das Akademische Gymnasium Graz. Er war Mitglied im Bund Neuland der katholischen Jugendbewegung.
Am 4. Juli 1938 heiratete er in Graz-St. Leonhard die Germanistin und damalige Lehramtsanwärterin Dora Gisa Jaklin (* 22. Februar 1912 in Graz; † 19. April 2008 in Salzburg), mit der er die drei Töchter Regina (1940–2023), Margarita und Franziska hatte. Am 10. November 1939 wurde seine Frau apostasiert und am 16. Mai 1953 wieder in die römisch-katholische Kirche aufgenommen. Das Familiengrab der Wolfs befindet sich am Friedhof Maxglan.

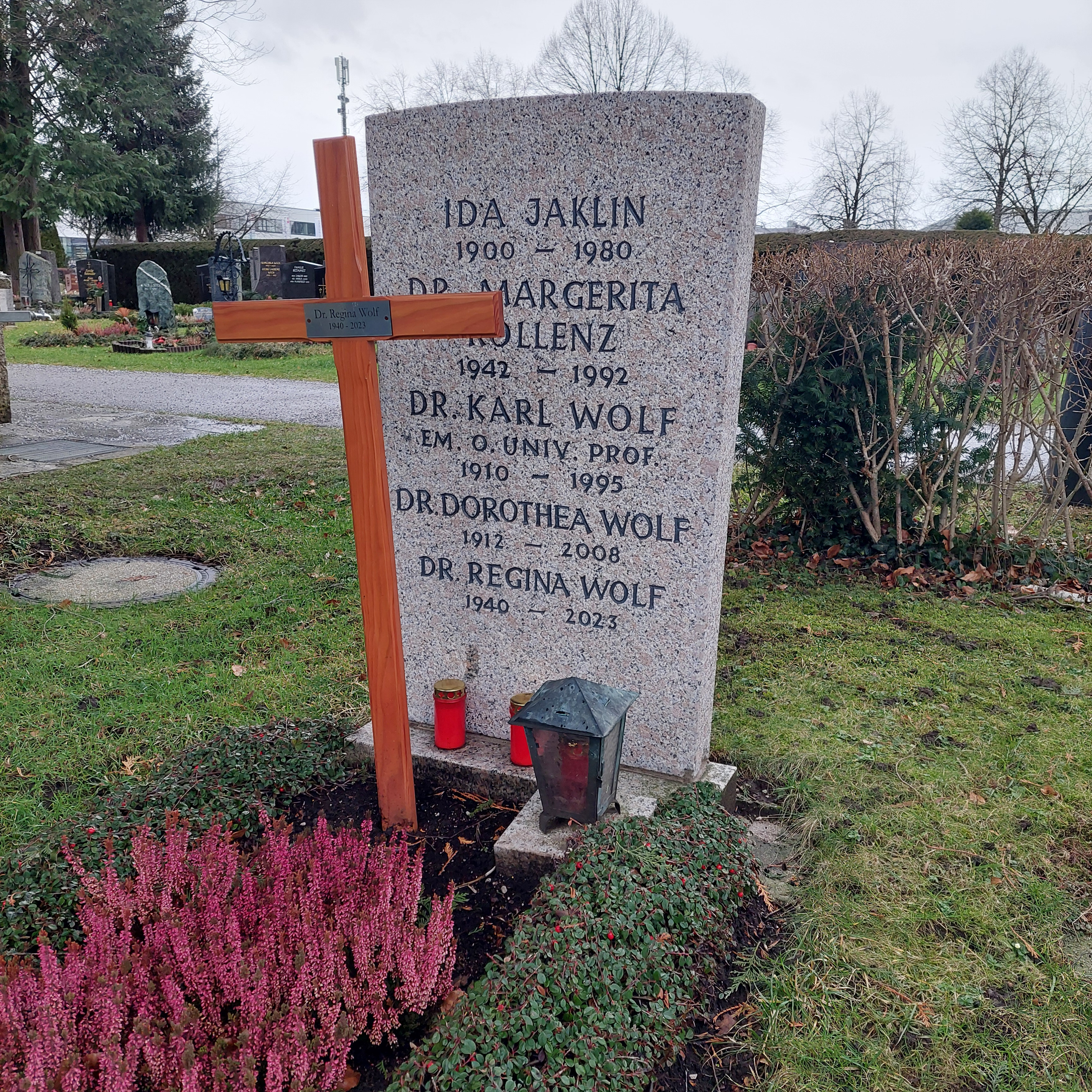
Familiengrab der Familie Wolf am Friedhof Maxglan

## Wissenschaftlicher Werdegang
Wolf studierte Philosophie bei Ernst Mally sowie Germanistik, Latein und Volkskunde bei Viktor Geramb an der Universität Graz. 1933 wurde er mit der Schrift „Wirklichkeit und Wert“ zum Dr. phil. promoviert. 1934 legte er die Lehramtsprüfung in Philosophie, Deutsch und Latein ab und unterrichtete als Gymnasiallehrer an der Neulandschule in Wien, ab 1936 am Volksbildungsheim St. Martin und ab 1938 in Graz. Von 1940 bis 1945 leistete er den Kriegsdienst ab. An der Universität Graz habilitierte er sich 1950 für Systematische Philosophie und Pädagogik. Von 1960 bis 1964 war Wolf Professor für Pädagogik an der Pädagogischen Hochschule Regensburg und von 1960 bis 1962 Rektor dieser Hochschule. 1964 übernahm er den Lehrstuhl für Pädagogik an der Universität Salzburg. 1970 nahm Karl Wolf einen Ruf an die Universität Wien auf einen Lehrstuhl für „Angewandte Pädagogik/Schulpädagogik“ an. Er wurde 1979 emeritiert. 1977 wurde ihm eine Honorarprofessur für Pädagogik auf Lebenszeit durch die Universität Salzburg verliehen.
Biopädagogik
Wolf vertrat die Auffassung, dass sich jeder Mensch vor Lebensaufgaben gestellt sieht, für die sich sechs biopädagogische Bildungsziele formulieren lassen. Diese Aufgaben sind so konzipiert, dass sie auch in einer multikulturellen Gesellschaft auf einen breiten Konsens rechnen können, nämlich
- die positive Einstellung zum eigenen Leben
- die positive Einstellung zur Existenzsicherung durch Bejahung von Arbeit, Pflichterfüllung und kultureller Leistung
- die positive Einstellung zum Mitmenschen durch die individuelle Bewältigung des Eros- und Fortpflanzungsproblems
- die Bejahung und Beteiligung an der Gemeinschaft und an der globalen Zusammenarbeit
- das Streben nach Schönheit in allen Lebensbereichen und Lebensformen, die ihre Erfüllung im ethisch Guten und im Gesamtleben findet
- die Erweiterung des geistigen Horizonts, um in weitschauender Verantwortung tätig zu sein und dadurch Gott ähnlicher zu werden

## Schriften
- Ethische Naturbetrachtung. Salzburg, Jgonta: 1947. (2. Aufl.)
- Die Gerechtigkeit des Erziehers. München, Kösel-Verlag: 1962.
- Konkrete Bildung. München, Kösel: 1964.
- Per una cultura concreta. Trad. Fulvia Jacob. Torino, Soc. Editrice Intern.: 1971.
- Die Autorität des Lehrers. In H. Asperger und F. Haider (Hrsg.): Krise und Bewährung der Autorität (S. 102–114). Wien, Österreichischer Bundesverlag: 1972 (Veröffentlichung der Salzburger Internationalen pädagogischen Werktagungen, Nr. 28).
- Individuelle und soziale Erziehungsziele in der pluralistischen Gesellschaft. In H. Asperger und F. Haider (Hrsg.): Das Werden sozialer Einstellungen in Familie, Schule und anderen Sozialformen (S. 131–139). Wien, Österreichischer Bundesverlag: 1974 (Salzburg: Veröffentlichung der Salzburger Internationalen pädagogischen Werktagungen, Nr. 28).
- Natura Magistra. In H. Asperger und F. Haider (Hrsg.): Leben heute. Eine Herausforderung an die Pädagogik (S. 137–147). Wien, Österreichischer Bundesverlag: 1975 (= Veröffentlichung der Salzburger Internationalen pädagogischen Werktagungen, Nr. 29).
- Pädagogische Gegenseitigkeit. In H. Asperger und F. Haider (Hrsg.): Geben und Nehmen. Interaktion im lebenslangen Erziehungsprozess (S. 32–40). Wien: Österreichischer Bundesverlag: 1977 (Veröffentlichung der Salzburger Internationalen pädagogischen Werktagungen, Nr. 31).
- Nähe und Distanz durch Sitte. In H. Asperger und F. Haider (Hrsg.): Bedrohung der Privatsphäre – Erziehung oder Manipulation in einer offenen Gesellschaft (S. 44–57). Salzburg, 1978: Veröffentlichung der Salzburger Internationalen pädagogischen Werktagungen, Nr. 32.